# Really Really (chanson)
Singles de Kevin Gates
Truth
(2015) 2 Phones
(2015)
Really Really est une chanson du rappeur américain Kevin Gates sortie le 9 octobre 2015 en tant que deuxième single de son premier album studio, intitulé Islah. Il est certifié double disque de platine par la Recording Industry Association of America (RIAA) depuis le 2 décembre 2016.

## Clip vidéo
Le clip vidéo de Really Really est publié sur le compte YouTube de Kevin Gates le 11 décembre 2015. Il est réalisé par Jon J, qui a également réalisé les clips de Kno One et de 2 Phones de Kevin Gates.
Au 1er mai 2017, la vidéo totalise plus de 146 millions de vues sur YouTube.

## Classements et certification

### Classements hebdomadaires
Really Really se classe d'abord à la 96e place du Billboard Hot 100 du 9 janvier 2016, mais parvient en 46e position de ce classement le 9 juillet 2016.
| Classement (2015–16)           | Meilleure position |
| ------------------------------ | ------------------ |
| Canada (Hot 100)               | 91                 |
| États-Unis (Hot 100)           | 46                 |
| États-Unis (R&B/Hip-Hop Songs) | 14                 |
| États-Unis (Rhythmic Songs)    | 21                 |

| Chart (2016)         | Position |
| -------------------- | -------- |
| États-Unis (Hot 100) | 92       |

| Région | Certification | Ventes/Streams |
| --- | ------------- | -------------- |
| États-Unis (RIAA) | 2 × Platine   | 2 000 000‡     |
| *Ventes selon la certification ^Mise en rayon selon la certification xNon précisé par la certification ‡ventes/streaming selon la certification |               |                |